# Andreas Verstappen
Andreas Verstappen (* 11. Dezember 1960 in Willich; Zeichnerkürzel: VerstAnd) ist ein deutscher Autor, Illustrator, Cartoonist, Schauspieler und Cartoonforscher.

## Leben
Nach dem Abitur in Schiefbahn studierte Verstappen an der RWTH Aachen, WWU Münster und Universität Wien. Er lebte und arbeitete seither in Oberhausen, Mainz und Freiburg. 
Schwerpunkt seiner künstlerischen und wissenschaftlichen Arbeit sind kurze, komische Erzählformen. In seiner Examensarbeit entwickelte er am Beispiel der Cartoons F. K. Waechters eine Erzähltheorie für grafisch-literarische Kurzformen. Seine eigenen Cartoons erscheinen seit Mitte der 1980er Jahre in der Literaturzeitschrift Am Erker, deren Mitherausgeber er 1987 bis 1992 auch war. Zudem arbeitete er für Periodika wie Kowalski, Titanic, Eulenspiegel, Exot und Haffmans Raben-Kalender. 
Für den Hörfunk entstanden skurril-komische Serien wie „Die Holderbachs“ und „Sagenhaft“; für das Fernsehen die „Bastelstunde mit Theo Rettich“. In der Figur des Theo Rettich, als Henker oder Dichter Joseph Freiherr von Auffenberg tritt er regelmäßig für „Historix-Tours“ in Freiburg auf.
Für die Bühne entstanden eigene Stücke wie „Die Durchreiche“ (Uraufführung 1999), Bearbeitungen von Stücken anderer Autoren (Wie des „Erasmus vom stillen Winkel“ von Kurt Heynicke) oder das Kinder-Musical „Der Posaunist von Säckingen“. 
Verstappen ist Vorsitzender beim theater79merzhausen e.V. Komische Hauptrollen spielte er u. a. in „Einen Jux will er sich machen“ von Johann Nestroy und „Arsen und Spitzenhäubchen“ von Joseph Kesselring. 
2024 war er Teil des 20-köpfigen Organisationsteams der ersten Freiburger Buchmesse freiBUCH.

## Auszeichnung
- „Jokus“ der Allgemeinen Zeitung Mainz für einen Auftritt als Theo Rettich bei den „Drecksäcken“ im Mainzer Karneval.

## Werke
Publikationen
- Waechters Erzählungen. Bildergeschichten vom 15. Jahrhundert bis zur Gegenwart. Dumont, 1991, ISBN 978-3-7701-2420-6.
- Spring, Du Lump!. Daedalus, 2010, ISBN 978-3-89126-185-9.
- Salomons Knochen: Der Zimtstollen im Schauinsland. Feldman, Kofort, Gier, 2006, ISBN 978-3-925084-52-2.
- Die Droste und ihre Spießgesellen. Oktober Verlag, 2010, ISBN 978-3-941895-11-9.[5]
- Picknick am Gletscher. Monsenstein und Vannerdat, 2011, ISBN 978-3-942153-08-9.
- Die Achse des Komischen. Anleitung zu einer Reise zu den Ursprüngen der literarischen Hochkomik. In: Am Erker 75, Münster 2018.
- Fake Your Goethe. Die wahre Geschichte der Literatur. Verlag Am Erker, Münster 2022. ISBN 978-3-925084-60-7

Illustrationen
- Martin Ebbertz: Bestiarium Nonsens. Kleines Lexikon der wichtigsten wirklich merkwürdigen Tierarten. Edition Razamba, 2011.
- Rudolf Gier: Mini Mini Chi Chi Hula Lula! Am Erker, 1984.
- Günter Verstappen: Ach DU – meine Güte! Ein Duisburger Heimatbuch. Seidelt Verlag, 1987.
- Renate Heyberger, Udo Marquardt: Falsche Freunde. Freiburg-Krimi. Sternwald Verlag, 2011.

Hörfunkserien
- Die Holderbachs (116 Folgen), SWR 1
- Sagenhaft (5 Folgen), SWR 4

Fernsehserien
- Bastelstunde mit Theo Rettich (K3 Kulturkanal)
- Villa Gensfleisch, Comedyformat (K 3 Kulturkanal)

Bühnenwerke
- Die Durchreiche (Uraufführung 1999)
- Große Apfelschorle (Uraufführung 1999)
- Erasmus vom stillen Winkel (Bearbeitung eines Stückes von Kurt Heynicke) (Uraufführung 2014)
- Der Posaunist von Säckingen (Musik: Martin Glönkler) (Uraufführung 2014)
- Himmeltal und Höllenreich (Musik: Martin Glönkler) (Uraufführung 2015)
- Der Trojaner (Bearbeitung des Stückes „Ulysses von Ithacia oder Eine deutsche Komödie“ von Ludvig Holberg) (Uraufführung 2016)
- Die Droste und ihre Spießgesellen (Bühnenversion 2017)
- Königinpastete (Uraufführung 2018)